# Distretto di Pabianice
Il distretto di Pabianice (in polacco powiat pabianicki) è un distretto polacco appartenente al voivodato di Łódź.

## Geografia antropica

### Suddivisioni amministrative
Il distretto comprende 7 comuni.
- Comuni urbani: Konstantynów Łódzki, Pabianice
- Comuni rurali: Dłutów, Dobroń, Ksawerów, Lutomiersk, Pabianice